# Herencia de viuda
La herencia de viuda es un tipo de matrimonio en que una viuda se casa con un pariente de su difunto marido, a menudo con uno de sus hermanos.
Puede tener varias formas y funciones en diferentes culturas, que prestan proporciones relativas de protección social, y control, la viuda y sus hijos. Quizás puede tener el derecho de exigir la familia extensa de su difunto marido que le facilite con un nuevo hombre, o por el contrario puede tener la obligación de aceptar el hombre presentado por la familia, sin ninguna perspectiva real de rechazarlo, sí su familia biológica no la acepta en su hogar.
La costumbre a veces es justificada en base que asegure que la riqueza no salga de la familia paterna. A veces es justificado como una protección por la viuda y sus hijos.
Una forma de herencia de viuda existió en el antiguo judaísmo, donde se conoce como matrimonio levirato. Es conocido en India. Es común en grupos africanos, como Lou en Kenia y Uganda alrededor del Lago Victoria.